# Yigoga romanovi
Yigoga romanovi là một loài bướm đêm trong họ Noctuidae.